# U-424
U-424 — средняя немецкая подводная лодка типа VIIC времён Второй мировой войны.

## История
Заказ на постройку субмарины был отдан 10 апреля 1941 года. Лодка была заложена 16 апреля 1942 года на верфи Данцигер Верфт в Данциге под строительным номером 125, спущена на воду 28 ноября 1942 года. Лодка вошла в строй 7 апреля 1943 года под командованием оберлейтенанта Гюнтера Ладерса.

### История службы
Лодка совершила 2 боевых похода. Успехов не достигла. Потоплена 11 февраля 1944 года в Северной Атлантике к юго-западу от Ирландии, в районе с координатами 50°00′ с. ш. 18°14′ з. д. глубинными бомбами с британских шлюпов HMS Wild Goose и HMS Woodpecker. 50 погибших (весь экипаж).

### Флотилии
- 7 апреля 1943 года — 30 сентября 1943 года — 8-я флотилия (учебная)
- 1 октября 1943 года — 11 февраля 1944 года — 1-я флотилия